# Фріпорт (Флорида)
Фріпорт (англ. Freeport) — місто (англ. city) в США, в окрузі Волтон штату Флорида. Населення — 5861 особа (2020).

## Географія
Фріпорт розташований за координатами 30°30′57″ пн. ш. 86°8′10″ зх. д. / 30.51583° пн. ш. 86.13611° зх. д. (30.515721, -86.136202).  За даними Бюро перепису населення США в 2010 році місто мало площу 43,90 км², з яких 43,30 км² — суходіл та 0,60 км² — водойми. В 2017 році площа становила 49,24 км², з яких 48,64 км² — суходіл та 0,60 км² — водойми.

## Демографія
Згідно з переписом 2010 року, у місті мешкало 1787 осіб у 702 домогосподарствах у складі 472 родин. Густота населення становила 41 особа/км².  Було 919 помешкань (21/км²).
Расовий склад населення:
| - 87,6 % — білих - 2,9 % — чорних або афроамериканців - 1,8 % — корінних американців - 1,7 % — азіатів - 0,1 % — вихідців з тихоокеанських островів - 3,2 % — осіб інших рас |

До двох чи більше рас належало 2,7 %. Частка іспаномовних становила 9,1 % від усіх жителів.
За віковим діапазоном населення розподілялося таким чином: 25,4 % — особи молодші 18 років, 64,6 % — особи у віці 18—64 років, 10,0 % — особи у віці 65 років та старші. Медіана віку мешканця становила 36,7 року. На 100 осіб жіночої статі у місті припадало 99,9 чоловіків;  на 100 жінок у віці від 18 років та старших — 97,2 чоловіків також старших 18 років.
Середній дохід на одне домашнє господарство  становив 65 999 доларів США (медіана — 43 523), а середній дохід на одну сім'ю — 79 821 долар (медіана — 56 125). Медіана доходів становила 60 893 долари для чоловіків та 30 179 доларів для жінок. За межею бідності перебувало 13,3 % осіб, у тому числі 20,0 % дітей у віці до 18 років та 8,8 % осіб у віці 65 років та старших.
Цивільне працевлаштоване населення становило 1013 осіб. Основні галузі зайнятості: освіта, охорона здоров'я та соціальна допомога — 24,9 %, роздрібна торгівля — 14,9 %, будівництво — 12,5 %, мистецтво, розваги та відпочинок — 12,3 %.